# Prisjelets
Prisjelets (russisk: Пришелец) er en russisk spillefilm fra 2018 af Aleksandr Kulikov.

## Medvirkende
- Andrej Smoljakov som Aleksandr Kovaljov
- Anna Bansjjikova som Anna
- Maksim Vitorgan som Pjotr Novikov
- Grigorij Sijatvinda som Grisja Star
- Jurij Tsurilo som Aleksej Aleksejevitj